# Адријан Абадија
Адријан Ђовани Абадија Гарсија (шп. Adrian Giovanni Abadia Garcia; Палма де Маљорка, 5. април 2002) елитни је шпански скакач у воду. Његова специјалност су појединачни и синхронизовани скокови са даске са висина од једног и три метра.

## Каријера
Абадија је међународну каријеру започео на Европском првенству за јуниоре 2016. у Загребу, а пар месеци касније по први пут је наступио и на светском првенству у истој узрасној категорији. Годину дана касније остварује први велики успех у каријери пошто на јуниорском првенству Европе осваја две златне медаље у појединачним скоковима са даске са висине од једног и три метра.
Године 2018. дебитује као сениор на митингу за светски гран-при у Мадриду. На светским првенствима је дебитовао у корејском Квангџуу 2019. где се такмичио у обе појединачне дисциплине скокова са даске заузевши 24, односно 31. место у квалификацијама.